# Наррандера (графство)
Графство Наррандера, шир Наррандера (англ. Narrandera Shire) — район местного самоуправления в регионе Риверина на юго-западе штата Новый Южный Уэльс, Австралия. Графство расположено рядом с шоссе Стёрт и Ньюэлл.
Современный район графства Наррандера был образован 1 января 1960 года путем слияния предыдущего муниципалитета Наррандера и шира Янко. Первый муниципалитет Наррандера был образован 18 марта 1885 года. Шир Наррандера — это крупный район в географическом центре Риверины, в его границы входит более 1500 километров дорог.
Графство Наррандера включает в себя город Наррандера и деревни Гронг-Гронг, Бинья и Бареллан.
Мэром шира Наррандера является Невилл Кшенка, независимый политик.

## Совет

### Текущий состав и метод выборов
Совет шира Наррандера состоит из девяти советников, избираемых пропорционально от каждого округа. Все члены совета избираются на фиксированный четырёхлетний срок. Мэр избирается членами совета на первом заседании совета. Состав совета выглядит следующим образом:
| Партия | Партия                           | Советники |
| ------ | -------------------------------- | --------- |
|        | Независимые и неприсоединившиеся | 9         |
|        | Итого                            | 9         |

В нынешний состав Совета, избранный в 2022 году, входят:
| Советник | Советник       | Партия             | Примечания |
| -------- | -------------- | ------------------ | ---------- |
|          | Дженни Кларк   | Независимый        |            |
|          | Питер Доусон   | Неприсоединившийся |            |
|          | Невилл Кшенка  | Независимый        | Мэр        |
|          | Кэмерон Ландер | Независимый        |            |
|          | Трейси Льюис   | Независимый        |            |
|          | Брэйден Лайонс | Независимый        |            |
|          | Кевин Моррис   | Независимый        |            |
|          | Нарелль Пейн   | Независимый        |            |
|          | Сью Раффлз     | Независимый        |            |

### Мэры

#### Мэры Совета Наррандеры (1885—1959)
Список мэров Совета Наррандеры (1885—1959) приводится ниже.
| Мэр                               | Срок                |
| --------------------------------- | ------------------- |
| Роберт Хити Феррье                | 1885                |
| Генри Дэниел Адамс                | 1886                |
| Джон Армстронг                    | 1887                |
| Джеймс Моултон                    | 1888                |
| Брюс Кеннеди                      | 1988—1989           |
| Джеймс Боуз                       | 1889 (февраль—март) |
| Джон Флеминг Уилланс (1-й срок)   | 1890—1893           |
| Майкл Коэн                        | 1894                |
| Джон Флеминг Уилланс (2-й срок)   | 1894 (июль)         |
| Питер Салливан                    | 1895                |
| Джеймс Армстронг                  | 1896                |
| Льюис С Абрахамс                  | 1897                |
| Томас Генри Элвин (1-й срок)      | 1898                |
| Фред Аллан Смит (1-й срок)        | 1899—1900           |
| Джеймс Джозеф Квирк               | 1901                |
| Фред Аллан Смит (2-й срок)        | 1902—1903           |
| Эбенезер К. Х. Мэтьюс (1-й срок)  | 1904—1906           |
| Томас Генри Элвин (2-й срок)      | 1907—1913           |
| Джеймс Чарльз Литтл               | 1914                |
| Томас Генри Элвин (3-й срок)      | 1915—1916           |
| Эбенезер К. Х. Мэтьюс (2-й срок)  | 1916 (ноябрь)       |
| Джон Андерсон Макферсон           | 1917—1919           |
| Роберт Генри Хэнкинсон (1-й срок) | 1920—1921           |
| Джордж Норман Диксон              | 1922—1923           |
| Роберт Генри Хэнкинсон (2-й срок) | 1924                |
| Уильям Харден                     | 1924 (апрель), 1925 |
| Роберт Генри Хэнкинсон (3-й срок) | 1926                |
| Сэмюэл Генри Баркер               | 1927                |
| Роберт Генри Хэнкинсон (4-й срок) | 1928—1930           |
| Фредерик Телвелл Йоман (1-й срок) | 1930 (август), 1931 |
| Томас Генри Мэнси                 | 1932—1934           |
| Фредерик Телвелл Йоман (2-й срок) | 1935                |
| Александр Бейрд                   | 1936—1937           |
| Фредерик Телвелл Йоман (3-й срок) | 1938                |
| Ральф Е Р Скиннер                 | 1939                |
| Фрэнсис Чарльз Гарнер (1-й срок)  | 1940                |
| Томас Гордон (1-й срок)           | 1941                |
| Ричард Эрик Блейми                | 1942                |
| Томас Гордон (2-й срок)           | 1943—1944           |
| Джордж Ф Хепберн                  | 1945                |
| Уильям Джозеф Гэммидж             | 1946                |
| Джон Арчер Лоример                | 1947                |
| Фрэнсис Чарльз Гарнер (2-й срок)  | 1948—1950           |
| Роберт Генри Хэнкинсон (5-й срок) | 1951                |
| Уильям Джордж Армстронг           | 1951 (июнь), 1959   |

#### Мэры шира Наррандера (с 1960 года по настоящее время)
Список мэров Совета шира Наррандера (с 1960 года по настоящее время) приведён ниже:
| Мэр                               | Срок      |
| --------------------------------- | --------- |
| Ричард Персиваль Брод             | 1960—1961 |
| Эдвард Гилберт Дэй (1-й срок)     | 1962      |
| Арчибальд Герберт Макинтош        | 1963—1965 |
| Эдвард Гилберт Дэй (2-й срок)     | 1966—1968 |
| Рональд Сидни Стивенс             | 1969—1973 |
| Кеннет Лайонел Кислинг (1-й срок) | 1973—1975 |
| Брюс Чарльз (1-й срок)            | 1975—1977 |
| Кеннет Лайонел Кислинг (2-й срок) | 1977—1979 |
| Брюс Чарльз (2-й срок)            | 1979—1980 |
| Уорвик Джон Хекендорф (1-й срок)  | 1980—1984 |
| Джон Браун Дрисколл               | 1984—1987 |
| Уорвик Джон Хекендорф (2-й срок)  | 1987—1990 |
| Ширли Энн Хокинг (1-й срок)       | 1990—1991 |
| Десмонд Джозеф Эдвардс (1-й срок) | 1991—1994 |
| Ширли Энн Хокинг (2-й срок)       | 1994—1996 |
| Джон Битти (1-й срок)             | 1996—1999 |
| Десмонд Джозеф Эдвардс (2-й срок) | 1999—2000 |
| Джон Битти (2-й срок)             | 2000—2002 |
| Десмонд Джозеф Эдвардс (3-й срок) | 2002—2007 |
| Джон Уильям Салливан              | 2007—2008 |
| Грэм Эйппер (1-й срок)            | 2008—2009 |
| Уэсли Манро Холл                  | 2009—2010 |
| Грэм Эйппер (2-й срок)            | 2010—2011 |
| Дженнифер Клэр Кларк              | 2011—2016 |
| Невилл Раймонд Кшенка             | 2016–н.в. |